# Sterzenbach (Eitorf)
Sterzenbach war eine Ortschaft in der Gemeinde Eitorf im Rhein-Sieg-Kreis. Sie bildet heute den östlichen Teil von Bitze.

## Lage
Sterzenbach liegt auf den Hängen des Leuscheid am Waldrand. Nachbarort im Westen ist der Bitzer Ortsteil Forst, im Südwesten Käsberg. Nördlich liegt das Gewerbegebiet Altebach.

## Geschichte
1830 hatte Sterzenbach 134 Bewohner.
1845 hatte das Dorf 155 katholische Einwohner in 18 Häusern.
1888 hatte das Dorf 115 Bewohner in 24 Häusern.
1925 waren in Sterzenbach 28 Haushalte verzeichnet.